# Ramal de Campina Grande
O Ramal de Campina Grande é uma ligação ferroviária entre a Linha Norte (Recife-Nova Cruz), em Itabaiana, Paraíba e o Ramal da Paraíba, em Sousa, também na Paraíba, apresentando um comprimento de 368 quilômetros. O seu primeiro trecho, entre a estação de Itabaiana e a Estação Velha de Campina Grande, foi inaugurado em 2 de Outubro de 1907, tendo posteriormente chegado a Patos, após a ligação ter sido inaugurada em 19 de Abril de 1944 e a Sousa, após a incorporação do trecho que incluía Pombal.

## História
Em 2 de outubro de 1907, foi inaugurada a primeira parte do ramal que partindo da estação de Itabaiana, na linha pertencente à companhia Great Western, ligou por trilhos Campina Grande à capital de Pernambuco, Recife e à capital do Rio Grande do Norte, Natal.
Na parte oeste da Paraíba, entre 1923 e 1926, a Rede de Viação Cearense concluía a estrada de ferro até a cidade de Sousa, partindo de sua linha-tronco que ligava Fortaleza a Crato, no Ceará. Depois do trecho ate Sousa, a RVC avançou até a cidade de Pombal no ano de 1932 e depois até Patos, em 1944.
Faltava então o trecho entre Patos e Campina Grande, de 164 km foi concluído em 1958 e a RFFSA (Rede Ferroviária Federal S. A., já controlando as duas linhas, incorporou todo os trechos Patos-Campina Grande e Patos-Sousa à rede da RFN (Rede Ferroviária do Nordeste).

## Privatização
Após ter sido privatizada em 1997 a maioria das estações foram abandonadas ou desativadas. O tráfego de passageiros já havia sido desativado nos anos 1980. Atualmente somente comboiosPE/trensPB de carga trafegam pelo ramal, salvo o trecho entre a estação de Campina Grande e a de Galante que durante o mês junino dá passagem ao Trem Forroviário.